# Стрельба на летних Олимпийских играх 1932
Соревнования по стрельбе на летних Олимпийских играх 1932 года прошли с 12 по 13 августа. В отличие от соревнований предыдущих лет, на играх в Лос-Анджелесе были представлены только две дисциплины, при этом соревнования среди команд не проводились. Участвовали 41 спортсмен из 10 стран.

## Медали

### Общий медальный зачёт
(Жирным выделено самое большое количество медалей в своей категории)
| Общее количество медалей |          |        |         |        |       |
| Место                    | Страна   | Золото | Серебро | Бронза | Всего |
| 1                        | Италия   | 1      | 0       | 1      | 2     |
| 2                        | Швеция   | 1      | 0       | 0      | 1     |
| 3                        | Германия | 0      | 1       | 0      | 1     |
| 3                        | Мексика  | 0      | 1       | 0      | 1     |
| 5                        | Венгрия  | 0      | 0       | 1      | 1     |

### Медалисты
| Дисциплина                    | Золото                  | Серебро              | Бронза                       |
| Скоростной пистолет, 25 м     | Ренцо Мориджи Италия    | Хенрик Хакс Германия | Доменико Маттеуччи Италия    |
| Малокалиберная винтовка, 50 м | Бертиль Рённмарк Швеция | Густаво Уэт Мексика  | Золтан Храдецки-Шоош Венгрия |

## Страны
В соревнованиях по стрельбе приняли участие 41 спортсмен из 10 стран:

В скобках указано количество спортсменов
- Аргентина (2)
- Бразилия (6)
- Венгрия (3)
- Германия (1)
- Испания (5)
- Италия (6)
- Мексика (5)
- Португалия (4)
- США (6)
- Швеция (3)